# Corridoio Bizantino
Corridoio Bizantino è la denominazione informale con cui è nota una stretta fascia dell'Esarcato d'Italia. Comprendeva il Ducato di Perugia e il Ducato della Tuscia, ovvero il Ducato di Roma. Questo territorio rivestì un ruolo strategico cruciale per l'Impero romano d'Oriente in Italia, poiché consentiva il collegamento tra Ravenna e Roma attraverso la Via Amerina originaria via italica che univa Veio ad Ameria. Il Corridoio Bizantino appartenente, oggi, alle regioni Lazio, Umbria e Marche.

## Origine

Mappa dell'Italia bizantina e longobarda.

Il Corridoio si venne a formare negli anni settanta del VI secolo, allorché le conquiste longobarde risparmiarono una striscia montana di territorio romano, costituito da castelli difficilmente espugnabili dai longobardi, quali Narni, Amelia, Todi, Perugia e Gubbio, gravitanti in parte sulla via Amerina, poiché la via Flaminia, più agevole come percorso, era già in mano ai nuovi conquistatori. Le conquiste longobarde portarono a una riorganizzazione delle province imperiali in Italia, che consistette nella trasformazione della Prefettura del pretorio in Esarcato e la sostituzione delle eparchie con i ducati. Così, il Ducato di Perugia finì per essere al centro di attente strategie politico-militari messe in atto sia dai romani che dai longobardi. Infatti, mentre i romani si trovavano nella condizione di cercare un percorso che costituisse una valida alternativa alla via Flaminia, per permettere le comunicazioni e il collegamento tra Roma sede del potere spirituale e Ravenna sede del governo imperiale in Italia, i longobardi invece, oltre ad inseguire il sogno di entrare in Roma, tentavano a loro volta di impedire i collegamenti tra Roma e Ravenna. Inoltre i longobardi del Ducato di Spoleto, unificando i loro possedimenti con quelli sempre longobardi dislocati nella Tuscia, oltre ad impedire qualsiasi comunicazione tra le due città avrebbero definitivamente cancellato ogni possibilità di difesa per Roma realizzando così il loro desiderio politico di porre l'intera penisola sotto il proprio dominio.

## Confini
Nell'ambito dell'Esarcato d'Italia tale corridoio metteva in diretto collegamento i possedimenti tirrenici con quelli adriatici, confinando ad ovest col Ducato di Tuscia e ad est col Ducato di Spoleto, entrambi longobardi.
La via Flaminia si trovava sotto il controllo del ducato di Spoleto per tutto il suo tratto umbro, ma superata Helvillum (Fossato di Vico), passava sotto il controllo dei romani, entrando nella Pentapoli montana (o annonaria). Il confine tra i due domini era il Passo della Scheggia.
La via Amerina, invece, controllata dai romani lungo tutto il suo percorso, aveva origine in territorio veiente all'altezza della mansio ad Vacanas, da dove si distaccava dalla via Cassia, e passava per i centri di Nepi, Falerii Novii, Amelia e poi su fino a Todi e Perugia. Dopo Perugia, raggiungeva Gubbio, oltrepassava il Passo della Scheggia ed a Luceoli (nei pressi dell'odierna Cantiano) si congiungeva con la via Flaminia.
Dal caposaldo di Luceoli, la via Flaminia conduceva, attraverso le gole del Burano e del Furlo, negli altri luoghi della Pentapoli: Cagli, Fossombrone, fino a Fano. Pervenuti a Fano nella Pentapoli marittima, dalla vicina Pesaro, si raggiungeva Rimini. Qui terminava la via Flaminia ed iniziava la via Popilia che, costeggiando il litorale, conduceva alla capitale Ravenna.